# SIGILL
SIGILL — сигнал на POSIX-сумісних платформах, який посилається процесу при спробі виконати неіснуючу або недопустиму інструкцію процесора. Символьна змінна SIGILL оголошена у заголовному файлі signal.h. Символьні імена для сигналів використовуються через те, що їхні номери залежать від конкретної платформи.

## Етимологія
SIG є загальноприйнятий префіксом для назв сигналів. ILL (англ. illegal) — означає незаконна, нелегальна.

## Використання
В окремих системах сигнал SIGILL може використовуватись для емуляції привілейованого режиму виконання програми, наприклад, в емуляторі операційної системи. При цьому для програми, що виконується в режимі емуляції, створюється ефект виконання процесором інструкцій управління системою, насправді ж ці інструкції породжують SIGILL, а емулятор перехоплює цей сигнал і транслює в звернення до ядра нативної системи.